# 自主防災組織
自主防災組織（じしゅぼうさいそしき）とは、災害対策基本法第5条2において規定されている、地域住民の共助による自発的な防災組織である。略称は自主防。

## 関連法令
- 災害対策基本法

## 概要
主に町内会・自治会やその連合団体、地域自治区による地域協議会、指定避難所の学校区、マンションの管理組合などが母体となって地域住民が自主的に連帯して防災活動を行う共助の中核となる住民組織。

また、内閣府が、2014年度～2016年度に全国44地区で実施した地区防災計画モデル事業においては、町内会にまず防災委員を起き、自治会連合団体や地域協議会が各町内会の防災委員を集める形で自主防災組織の役員を決め結成する事例も多かった。
尚、地域住民で構成する消防防災機関としては消防組織法に定める公共機関としての消防団、水防法においては水防団が設置されているが、これらは公共機関（公助）としての位置付けであり、自主防災組織（共助）と連携協力する別組織である。

### 結成方法
自主防災組織の結成には、各地域を管轄する行政によって決められた基準に基づいて組織作りをする場合のほか、防災士が自治会、町内会等役員に対して自主防災組織の結成を提案して結成される場合や、市町村が設置した公民館の事業（社会教育法 第二十二条）で設置が提案されるなど多岐にわたり、令和4年現在、自主防災組織の組織率は、全国1,741市区町村のうち1,690市区町村で16万6,833の自主防災組織が設置され、全国平均で80％を超える組織率となっている。
- 組織タイプ（例）
  - 自治会防災部＝自主防災組織（特徴：組織づくりが容易、自治会役員と兼務・輪番制、未加入者問題）
  - 自治会の一部として防災部を設置（特徴：組織づくりが容易、未加入者問題）
  - 複数の自治会が合同で自主防災組織を設置（特徴：組織づくりが容易、未加入者問題）
  - 自治会とは別組織で自主防災組織を設置（特徴：組織づくりがやや難、活動の独自性、地域の全住民が対象）
  - 学校組織の一部として学内に自主防災組織を設置（特徴：組織づくりが容易、防災教育、自主防災計画が基本）

組織作りは、母体となる地域組織で結成の決議を採択して設置を決め、行政に結成届を提出する場合が多い。結成した組織については行政との協力機関として市町村地域防災計画やアクションプラン（行動計画）、行政が発行するハザードマップ、防災のリーフレットやハンドブック等にも記載されることもあり、行政からの補助や情報提供などの支援が受けられる。
- 事例
  - 兵庫県神河町 - 消防団員を除く全住民が組織員（神河町地域防災計画資料編 神河町自主防災組織編成）
  - 徳島県鳴門市 - 大塚製薬工場と自治会連合団体が自主防災組織を結成（内閣府：地区防災計画モデル事業報告書）
  - 大阪府吹田市 - 芳野町地区と大阪府立吹田支援学校が合同で自主防災組織を結成（内閣府：地区防災計画モデル事業報告書）

## 役割
- 住民一人一人が自ら行う防災活動及び、自発的に行う防災活動の促進（災害対策基本法 第二条の二）
- 都道府県防災会議委員（災害対策基本法 第十五条）
- 地区防災計画の作成、市町村防災会議への提案（災害対策基本法 第四十二条の二）
- 避難行動要支援者名簿の受理（災害対策基本法 第四十九条の十一 ２）

### 防災・減災への取り組み
自主防災組織は、「平常時の役割」と「災害時の役割」の二つの役割がある。
平常時における役割（例）
- 防災自助意識の向上（備蓄品、防災グッズの購入）
- 防災倉庫の設置
- 行政との連携と提案
- 福祉施設や福祉事業者、社会福祉協議会等との連携
- 消防団と連携した日ごろの火災の防止（火の用心の見回り、啓発）
- 消火訓練（消防団と連携した消火器や消火栓の取り扱い方訓練）
- 避難訓練の実施と検証 - PDCAサイクルで実践（地震・土砂災害・豪雪・火災・猛暑）
- 防災訓練の実施（災害図上訓練DIG、避難所HUG、マイ・タイムラインなど）[注釈 1][注釈 2][注釈 3]
- 救助訓練[8]
- 避難行動要支援者の情報把握[9]、個別避難計画の作成協力
- 地区防災計画と町内会・自治会が作成した自主防災計画との融合[10]
- 地区防災計画と個別避難計画の連携
- 防災リーダー[11]、避難所支援員の育成（防災士、避難生活支援リーダー/サポーター研修[12]）

発災時における役割（例）
- 災害情報の住民への伝達
- 避難誘導、災害時要援護者への援助
- 被害情報の収集、消防や警察等への情報伝達
- 在宅避難者、車中避難者の安否確認[13]
- 火災の発生防止や初期消火活動
- 倒壊家屋等からの救出や負傷者の救護
- 救援物資の配付、指定避難所や指定緊急避難場所の運営

## 沿革
太平洋戦争後、戦後混乱期以降の日本では、大規模な災害はそれ程多くはなく、甚大な被害が生じることは稀であった。そのため、防災の主柱は行政（消防機関や防災部門）が担うこととされ、消防庁などの国家機関は、行政主体の防災力の構築を進めていた。
1995年1月に発生した阪神・淡路大震災は、数千人の死者発生と阪神・淡路島地域の行政・経済機能停止という大被害をもたらし、従来の防災観を大きく揺さぶった。この震災を検証したところ、行政がなし得た役割はごく僅かであり、防災のために最も機能したのは地域住民だったことが判明した（被救出者の98%は住民自らの活動による）。消防や警察を含む行政の組織が有する人的資源は、あくまでも平時を想定した規模にとどまり、人的資源を大量に投入する必要のある大規模災害時には絶対的に不足するが、だからと言って大規模災害に備えた組織づくりを断行すれば莫大なコストを費消するため、納税者の負担を考慮すれば現実的に不可能である。そこで着目されたのが、事業者や地域住民の連帯による防災活動であった。地域住民による平時からの自助・共助の営みこそが、緊急時の危機管理において最大の効果を発揮するのである。
そこで、1995年（平成7年）以降、行政における消防力・防災力の強化と並行して、住民による自主防災組織の育成が防災行政の重要項目に据えられることとなった。さらに、2000年（平成12年）頃から東海地震、東南海・南海地震などの発生が予測されるようになると、自主防災組織は、防災行政の最重要事項と認識されていき、各自治体はその育成に積極的に取り組むこととなった。平時からの住民の交流の重要性は、2004年、2007年に発生した新潟県中越地震においても証明されることになった。
また、近年、自然災害やヒューマンエラーといった従来型の脅威に加えて、重要影響事態（朝鮮戦争終結後は起きた例はない　日本は日本国憲法第9条第2項に基づき、実際に攻められない限り手を上げない定めになっている）やテロリズム（1970年代以後は起きていない　オウム真理教事件は特異な例）など、多様化する国際情勢の中で日本はマルチハザード社会となっており、民間防衛も地域社会にとって重要なテーマとなりつつある。

## 地区防災計画制度

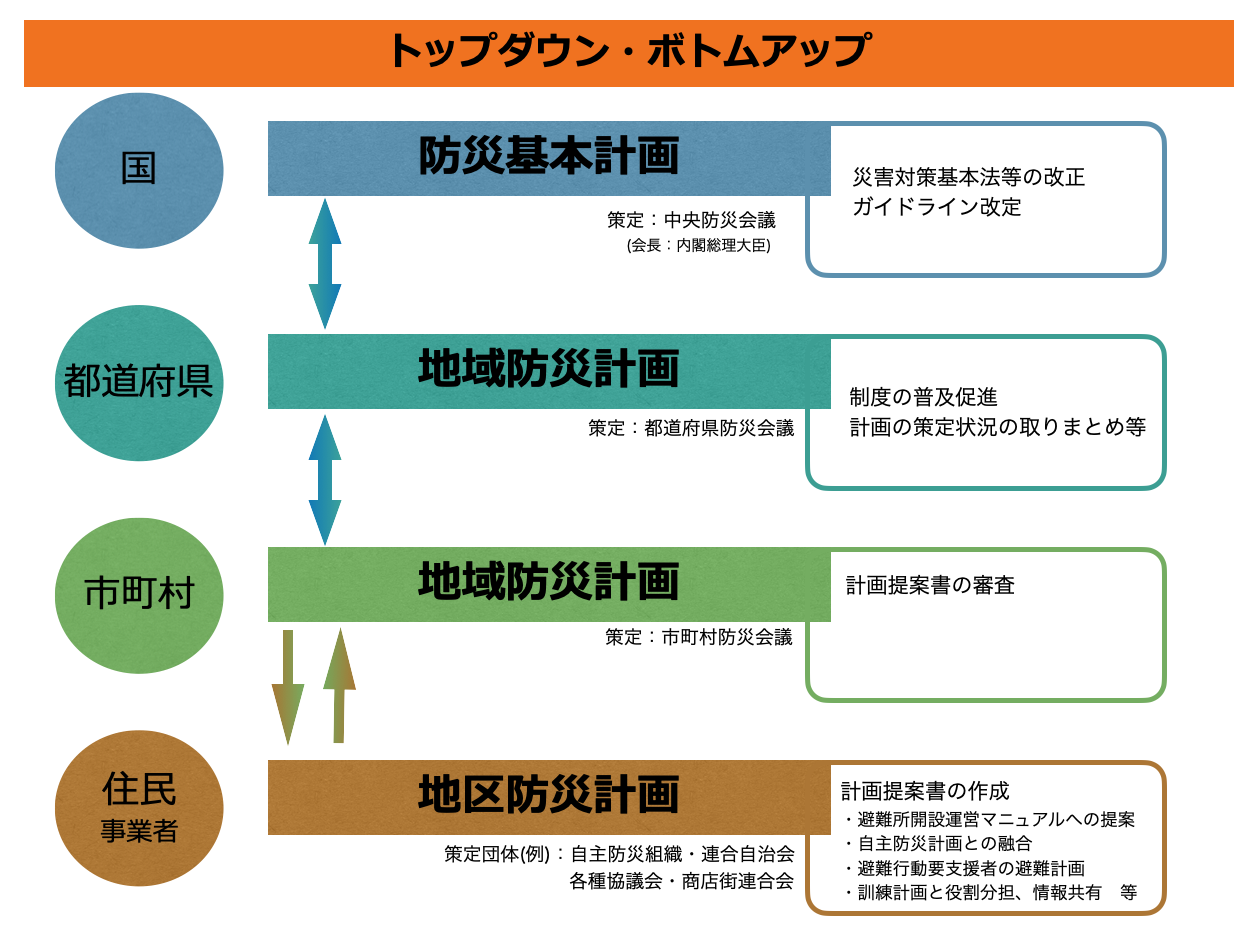
ボトムアップシステム

平成25年（2013年）の「災害対策基本法」の改正で、地域コミュニティにおける共助による防災活動の推進の観点から、「地区防災計画制度」が新たに創設された。

地区防災計画制度の特徴は、
- 計画提案制度が採用される等ボトムアップ型の計画であること、
- 地域に詳しい地区居住者等が作成する「地区の特性に応じた計画」であること、
- 計画に基づく活動の実践、定期的な評価や見直し、活動の継続等を重視した「継続的に地域防災力を向上させる計画」であること、

の3点があげられる。

改正前の災害対策基本法にも、自主防災組織（第2条の2第2号）や住民等の責務に関する規定（第7条第3項）が置かれていたが、過去の大規模広域災害時に、自助、共助及び公助がうまくかみあわないと災害対策がうまく働かないことが強く認識され、市町村の行政機能が麻痺（「公助の限界」）するような大規模広域災害が発生した場合には、まずは自分自身で自分の命や身の安全を守ることが重要である（自助）。その上で、地域コミュニティでの相互の助け合い等が重要になってくる（共助）ことが教訓となった。

地区防災計画は、地区の特性に応じて、自由な内容で防災計画を作成することができるが、地区防災計画の作成を検討している地区居住者等向けに、内閣府では、地区防災計画を作成するための手順や方法、計画提案の手続き等についてまとめた「地区防災計画ガイドライン」と、最新の解説と事例についてまとめた「地区防災計画ガイドブック」を作成している。また、総務省消防庁が発行した「自主防災組織の手引」でも、自主防災組織が主体となって地区防災計画の作成に取り組むよう求めている。

尚、地区防災計画は、内閣府が2014年度～2016年度に地区防災計画モデル事業を、2020年度からは地区防災計画学会が地区防災計画モデル事業を行っている。

参考：平成26年版 防災白書

## 現状と課題
- 過疎化・高齢化による地域防災活動の担い手の不足
- １～２年で組織の役員が交代するため継続的な取組が困難
- 自主防災組織における防災意識を高揚させる施策がないことによる地域住民の防災意識の不足
- 市町村ごと、地域ごとで活動内容に温度差が見られるなど、低調な地域等の活動の活性化が課題
- 防災担当職員の不在による地域への支援の力不足、ニーズ把握の不足

参考：自主防災組織等の地域防災の人材育成に関する検討会

## 公助と共助

### 消防団との連携
「消防団」と「自主防災組織」は地域住民が主体となって地域の火災や災害の拡大を予防し抑制していくという点において共通点はあるが、消防団は消防組織法に規定された公共機関（公助）であって消防団員は非常勤の特別職地方公務員であり、消防本部などの職員と同じく権限と責任を有するため、技術の習得が望まれ、非常勤特別職の地方公務員としての制約（地方公務員法第三条：消防団員の地位を利用して選挙活動、政治活動を禁止するなど）を受けるが、自主防災組織（共助）は、地区の特性、住民の多様な意見などをまとめ、地区防災計画制度により、町内会・自治会の未加入者も含めた対象地区住民の全員の同意を得た住民の意見を行政に提案し、市町村の地域防災計画に反映させることができる共助の中核となる住民組織である。

そのため、公助の役割である消防団員には、ボトムアップ型で行政に住民計画を反映できる地区防災計画の作成支援、その計画を作る自主防災組織の防災知識の向上に向けた教育訓練、人材育成など、消防団が自主防災組織への指導的役割を担うことが市町村の努力義務として課せられています。

### 公助と共助の関わり
協力体制
災害対策基本法、災害救助法、国民保護法などの緊急事態に関連した法律において、避難その他の活動及び、国民の協力の必要性について規定している。
その参加手段として自主防災組織やボランティア団体があげられており、地域単位での防災活動や災害時の応急処置、救急処置、屋内退避、地域住民の組織的な避難行動、避難所の開設や運営、炊き出しなどの人道的な活動が期待されている。
防災リーダーの育成

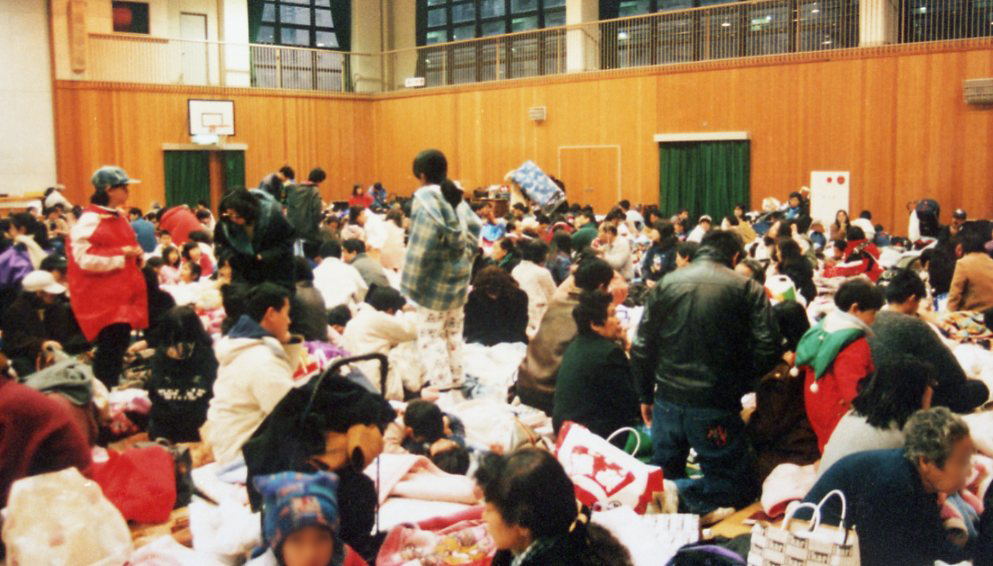
阪神淡路大震災 発生後の避難所

災害時に自主防災組織をまとめる防災リーダーの育成が重要視され、機能別消防団員（大規模災害団員）や、防災士、退職自衛官、退職消防士、退職警察官が防災リーダーとなり、活力を高める取り組みが検討されている。

こうした活動が活性化し、平常時から防災に対する行動がとれるように防災に強い地域単位の取り組みが必要との観点から、防災まちづくり（防災都市づくり）、或いは防災コミュニティに対する取り組みも注目されつつある。
参考：総務省：自主防災組織等の地域防災の人材育成に関する検討会

## 関連法

### 災害対策基本法（関連部分の抜粋）
- 第5条 市町村は、基礎的な地方公共団体として、当該市町村の地域並びに当該市町村の住民の生命、身体及び財産を災害から保護するため、関係機関及び他の地方公共団体の協力を得て、当該市町村の地域に係わる防災に関する計画を作成し、及び法令に基づきこれを実施する責務を有する。
- 2 市町村長は、前項の責務を遂行するため、消防機関、水防団等の組織の整備並びに当該市町村の区域内の公共的団体等の防災に関する組織及び住民の隣保協同の精神に基づく自発的な防災組織（第8条第2項において「自主防災組織」という。）の充実を図り、市町村の有するすべての機能を十分に発揮するように努めなければならない。
- 第7条 前項規定するもののほか、地方公共団体の住民は、自ら災害に備えるための手段を講ずるとともに、自発的な防災活動に参加する等防災に寄与するように努めなければならない。
- 第8条 2 国及び地方公共団体は、災害の発生を予防し、又は災害の拡大を防止するため、特に次に掲げる事項の実施に努めなければならない。
  - 2 十三 自主防災組織の育成、ボランティアによる防災活動の環境の整備その国民の自発的な防災活動の促進に関する事項

### 国民保護法（関連部分の抜粋）
正式な法律名を「武力攻撃事態等における国民の保護のための措置に関する法律」という。
- 第4条 国民は、この法律の規定により国民の保護のための措置の実施に関し協力を要請されたときは、必要な協力をするよう努めるものとする。
- 2 前項の協力は国民の自発的な意思にゆだねられるものであって、その要請に当たって強制にわたることがあってはならない。
- 3 国及び地方公共団体は、自主防災組織（災害対策基本法（昭和三十六年法律第二百二十三号）第五条第二項の自主防災組織をいう。以下同じ。）及びボランティアにより行われる国民の保護のための措置に資するための自発的な活動に対し、必要な支援を行うよう努めなければならない。
- 第173条 国民は、この法律の規定により緊急対処保護措置の実施に関し協力を要請されたときは、必要な協力をするよう努めるものとする。
- 2 前項の協力は国民の自発的な意思にゆだねられるものであって、その要請に当たって強制にわたることがあってはならない。
- 3 国及び地方公共団体は、自主防災組織及びボランティアにより行われる緊急対処保護措置に資するための自発的な活動に対し、必要な支援を行うよう努めなければならない。

## 関連書籍
- 吉原直樹、長谷部弘、石沢真貴 ほか 編『防災コミュニティの基層: 東北6都市の町内会分析』御茶の水書房、2011年4月1日。ISBN 978-4275009265。 NCID BB05491884。
  - 伊藤嘉高（2011）「災害〈弱者〉と防災コミュニティ」吉原直樹編『防災コミュニティの基層』御茶の水書房.
  - 後藤一蔵（2011）「町内会と消防団」吉原直樹編『防災コミュニティの基層』御茶の水書房.
  - 庄司知恵子（2011）「町内会と自主防災組織」吉原直樹編『防災コミュニティの基層』御茶の水書房.
  - 松井克浩（2012）「ボランティアと防災実践活動」吉原直樹編『防災コミュニティの基層』御茶の水書房.
- 倉田和四生 編『防災福祉コミュニティ:地域福祉と自主防災の統合』ミネルヴァ書房、1999年9月1日。ISBN 4623030903。 NCID BA43289053。
- 松井克浩 編『中越地震の記憶―人と絆と復興への道』高志書院、2008年9月1日。ISBN 978-4862150370。 NCID BA8571797X。
- 消防庁 編『平成21年版 消防白書 - 特集 消防と医療の連携の推進 消防と医療の連携による救急搬送の円滑化』消防庁、2009年11月1日。ISBN 978-4904260364。 NCID BN00494165。
- 西澤雅道、筒井智士 編『地区防災計画制度入門―内閣府「地区防災計画ガイドライン」の解説とQ&A』NTT出版、2014年7月10日。ISBN 978-4-7571-4327-2。 NCID BB1616550X。
- 川上富雄、中井俊雄、磯打千雅子 編『キーワードで学ぶ防災福祉入門』学文社、2024年12月24日。ISBN 9784762033964。 NCID BD09807984。
- 阪本真由美 編『地域が主役の自治体災害対策: 参加・協働・連携の減災マネジメント』学芸出版社、2025年1月17日。ISBN 9784761529185。 NCID BD10148444。
- 防災行政研究会 編『消防団員と自主防災組織員のための 防災教育指導者テキスト』東京法令出版、2023年10月6日。ISBN 978-4809040795。 NCID BD03916127。
- 社会関係資本研究論集 第1号(2010年3月)：大矢根淳（2010）「災害・防災研究における 社会関係資本（Social Capital）概念」『社会関係資本研究論集』1: 45-74.